# José Sanchis Bergón
José Sanchis Bergón   (Al Hoceima i penyal d'Alhucemas, 1860 - València, 1926) va ser un metge neuròleg, alcalde de València i primer President de l'Organización Médica Colegial de España (1921–1926). Era fill del general de sanitat militar José Sanchis Barrachina i pare del metge José Sanchis Banús.

## Biografia
Va cursar els seus primers estudis a Castelló de la Plana i la carrera de medicina a la Universitat de València, on es va llicenciar en 1881. Va desenvolupar la seva professió a València on va ser successivament metge municipal (Inspector General de Sanitat a València en 1904), director facultatiu del Hospital de Santa Anna, i sotsdirector del Manicomi Provincial de València, especialitzant-se en malalties nervioses. Una dada curiosa és que va assistir en París a les classes de Charcot.
Va prendre part activa en la política del moment com a membre del Partit Liberal, en 1905 va ser regidor de sanitat i alcalde de l'Ajuntament de València des de gener de 1906 fins a gener de 1907, va dinamitzar serveis com la higiene pública o va ser promotor de societats com la Lliga Nacional contra la Tuberculosi. Durant 1910 va ser President de la Junta local de primer ensenyament de València.
Home de vasta cultura, dedicat completament a la medicina, tant des de la clínica i com a eminent propulsor del moviment mèdic col·legial, i a la funció social i pública. Va ser president del Col·legi Oficial de Metges de València, fundador i president de la Federació Nacional de Col·legis Oficials de Metges (1921 - 1926), fundador i president de l'Associació Valenciana de la Caritat en 1906, fundador del Asilo de San Eugenio en 1885, vocal de la Junta Provincial de Sanitat, i acadèmic de nombre de la Reial Acadèmia de Medicina de València des de 1917, entre molts altres mèrits.

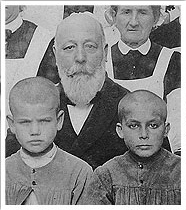
José Sanchis Bergón fundador de l'Associació Valenciana de la Caritat (1906)

Fruit de la seva inclinació cap al camp de la marginació infantil, va desenvolupar treballs importants, com la definició del concepte d' “oicòfob”, classe especial de nen “psicópata degenerat” caracteritzat per la “fòbia a la família”, i l'“oicofòbia” o “fòbia de la pròpia casa”, que Sanchis Bergón va presentar en la ponència titulada Reformatorios, en l'Assemblea de la Junta de Protecció a la Infància, en 1914. I una classificació d'anormals, que Sanchis Bargón exposarà públicament davant la Reial Acadèmia de Medicina de València, l'any 1917, en el discurs que pronunciarà en ocasió de la seva recepció com a acadèmic, sota el títol “Valor etiológico de l'herència en la delinqüència infantil”; en el qual exposa la seva posició com a partidari del regeneracionisme, la seva projecció social i “profiláctica”, era eminentment eugènica, tal com ell mateix expressa en la seva conclusió: Tuteleu els matrimonis i millorareu l'herència; milloreu l'herència i perfeccionareu orgànicament a l'individu; perfeccioneu a l'individu i podreu regenerar la societat. Per arribar a aquestes conclusions desenvoluparà un estudi sobre el concepte d'anormalitat i de degeneració, partint de la premissa: El fisiologisme de les societats exigeix una adequació perfecta de cadascuna de les seves parts al tot: una completa adaptació de l'individu al mitjà social. Considera que l'inadaptat per causes internes és un anormal, i que per tant l'anormal és un malalt, i que l'herència és la causa primera d'anormalitat. Això no impedeix que critiqui els plantejaments generalitzadors i absolutistes de l'escola antropològica de Lombroso aplicats a la delinqüència. Per Sanchis Bergón no tot delinqüent és un anormal metge: L'herència és freqüentment causa remota de la delinqüència. El mitjà, millor que causa ocasional és causa determinant.

### Activitat col·legial
En 1920 es crea la Federació de Col·legis Mèdics d'Espanya, de la qual és impulsor el Dr. Sanchis Bergón, que en serà escollit President. Sanchis Bergón iniciava així una campanya de regeneració de la classe i política sanitàries, que a parer seu, començaria des de la mateixa selecció dels aspirants al “sacerdoci de la medicina”, reformant posteriorment l'ensenyament de la mateixa, i limitant el nombre de títols expedits
S'aconsegueix així enfortir l'esperit de classe, i conjuminar les forces per abordar aspectes relatius a estatuts, legislació sanitària, o defensa dels interessos dels metges, a vegades lesionats pel caciquisme. Com a exemple de l'impuls que la creació d'aquesta federació dona al moviment col·legial, cal exposar les conclusions elevades al Ministre de Governació després de l'Assemblea portada cap a Madrid en 1926, i que es refereixen a “la urgent promulgació d'una Llei de Sanitat, a la representació dels Col·legis Mèdics en el Reial Consell de Sanitat, a la reglamentació de la Beneficència provincial, a la definició del delicte sanitari i la inclusió en el Codi Penal de les sancions que origini i a la revisió tècnica del Registre d'Especialitats Farmacèutiques”. A més de proposar “una reforma ben meditada de l'ensenyament de la Medicina (...) amb la constitució d'una Comissió Oficial de la qual havia de formar part el Consell General de Col·legis Mèdics, la declaració dels Reglaments dels Col·legis Mèdics com a Codis fonamentals d'aquests ...” entre unes altres.
Sanchis Bergón, en carta dirigida al Dr. Cortezo en relació amb un avantprojecte de Llei per a limitació de títols en les facultats de Medicina, Farmàcia i Dret, fa referència a dos problemes que ell considera claus: la deficient preparació amb que s'inicien en l'exercici professional els metges recentment llicenciats, i el devessall de metges que forgen les nostres universitats. Tots dos aspectes complementaris, ja que el nivell d'exigència és tan escàs, que la consecució del títol de metge s'obté sense esforç. Sanchis Bergón és partidari d'un examen d'aptitud per ingressar en la facultat de Medicina, i posteriorment, d'una forma diferent d'avaluar als alumnes, separant la labor d'examinar de la labor docent, per evitar que els catedràtics siguin jutge i part.

## Publicacions

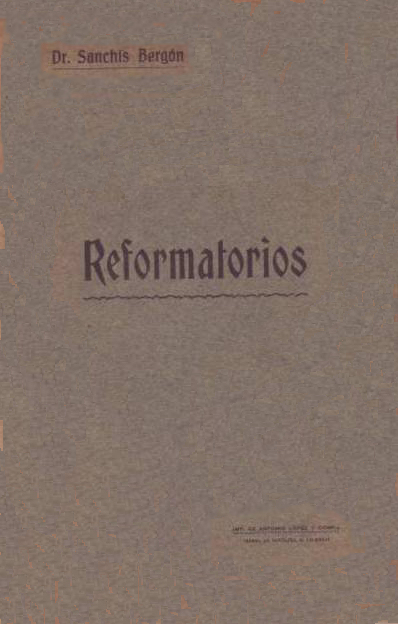
Portada del llibre "Reformatorios" (1917).

Publicà alguns treballs sobre patologia mental i medicina social:
- Los sistemas penitenciarios ante la higiene (tesis doctoral). Madrid: Facultad de Medicina de la Universidad Complutense; 1882.
- Alcohol, alcoholismo agudo y crónico. Boletín del Instituto Médico Valenciano (BIMV). 1885; 19:76. Arxivat 2010-04-05 a Wayback Machine.
- Alienación, enajenación, locura, demencia e idiocia. 1892.
- Etiología y profilaxis de la criminalidad infantil. 1916.
- Valor etiológico de la herencia en la delincuencia infantil. Valencia: Imprenta de Antonio López y Comp; 1917.
- Reformatorios. Ponencia presentada a la sección 4ª de la Asamblea Nacional de Protección a la Infancia y Represión de la Mendicidad. Valencia: Imp. Antonio López y Cía.; 1917.
- Encefalitis epidémica, llamada también letárgica. Valencia: Imprenta Valenciana; 1920.
- Carta circular del Presidente del Colegio Oficial de Médicos de Valencia. SM. 1923;(2):689-91.
- Reducción de títulos. SM. 1923;(2):782-4.
- Consejos a los médicos noveles.
- Herencia de la criminalidad.
- Los sistemas penitenciarios ante la Historia.